# Три цвета: Синий
«Три цвета: Синий» (фр. Trois Couleurs: Bleu, 1993) — художественный фильм режиссёра Кшиштофа Кесьлёвского. Первая часть трилогии «Три цвета».

## Сюжет
Осень 1992 года. 33-летняя Жюли выжила после автокатастрофы, но потеряла мужа-композитора Патриса де Курси и дочь Анну. Она обрывает все связи с прошлым и уходит в себя, переезжает из загородного дома в Париж, где её никто не знает. Музыка мужа, в которой она, как выясняется, принимала куда большее участие, чем считала, исцеляет её и возвращает к жизни.

## В ролях
— главная роль
| Актёр               | Роль                   |
| ------------------- | ---------------------- |
| Жюльет Бинош        | Жюли Виньон (де Курси) |
| Бенуа Режан         | Оливье                 |
| Флоранс Пернель     | Сандрин                |
| Шарлотта Вери       | Люсиль                 |
| Элен Венсан         | журналистка            |
| Филипп Вольтер      | агент по недвижимости  |
| Эмманюэль Рива      | мать                   |
| Ян Трегуэ           | Антуан                 |
| Юг Кестер           | Патрис                 |
| Яцек Осташевский    | флейтист               |
| Жюли Дельпи         | Доминика               |
| Збигнев Замаховский | Кароль Кароль          |
| Ален Деко           | Эпизод                 |

## Награды и номинации

### Награды
- 1994 — Премия «Сезар»
  - Лучшая актриса — Жюльет Бинош
  - Лучший монтаж — Жак Витта
  - Лучший звук — Жан-Клод Ларё, Вильям Флаголле
- 1994 — Премия «Гойя»
  - Лучший европейский фильм
- 1993 — Венецианский кинофестиваль
  - Премия «Золотой лев» — Кшиштоф Кесьлёвский
  - Лучшая операторская работа (Golden Osella) — Славомир Идзяк
  - Лучшая актриса (Volpi Cup) — Жюльет Бинош

### Номинации
- 1994 — Премия «Сезар»
  - Лучшая операторская работа — Славомир Идзяк
  - Лучший режиссёр — Кшиштоф Кесьлёвский
  - Лучший фильм — Кшиштоф Кесьлёвский
  - Лучшая музыка к фильму — Збигнев Прайснер
  - Лучший сценарий — Кшиштоф Песевич, Кшиштоф Кесьлёвский
  - Наиболее многообещающая актриса — Флоранс Пернель
- 1994 — Премия «European Film Awards»
  - Лучший фильм — Марен Кармитц
- 1994 — Премия «Золотой глобус»
  - Лучший фильм на иностранном языке
  - Лучшая оригинальная музыка — Збигнев Прайснер
  - Лучшая драматическая актриса — Жюльет Бинош